# Джунглевые куры
Джунглевые куры (лат. Gallus) — род птиц из семейства фазановых, в котором содержатся четыре вида. Джунглевые куры в дикой форме встречаются в Индии и Юго-Восточной Азии. Благодаря домашней курице, которая является одомашненной формой банкивской джунглевой курицы, джунглевые куры представлены практически на всех континентах и имеют огромное хозяйственное значение для человека. Характерными признаками джунглевых кур являются мясистые наросты на голове, известные как гребешок.

## Классификация
Международный союз орнитологов относит к роду четыре вида:
- Банкивская джунглевая курица (Gallus gallus), в том числе домашняя курица
- Серая джунглевая курица (Gallus sonneratii)
- Gallus lafayettii — Цейлонская джунглевая курица
- Зелёная джунглевая курица (Gallus varius)